# The Mumbles (Regno Unito)

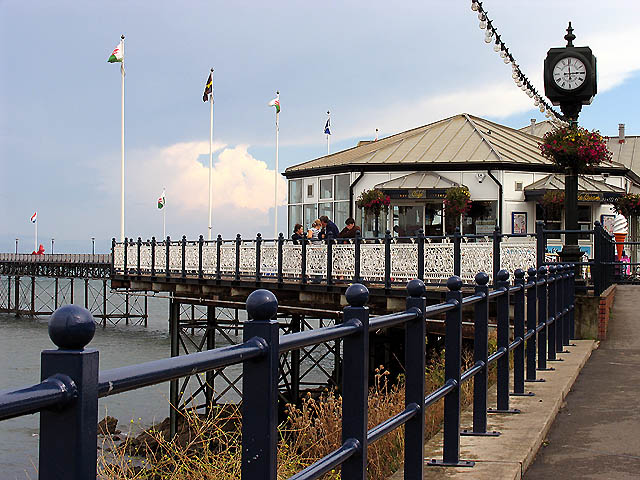
The Mumbles (Galles): il molo

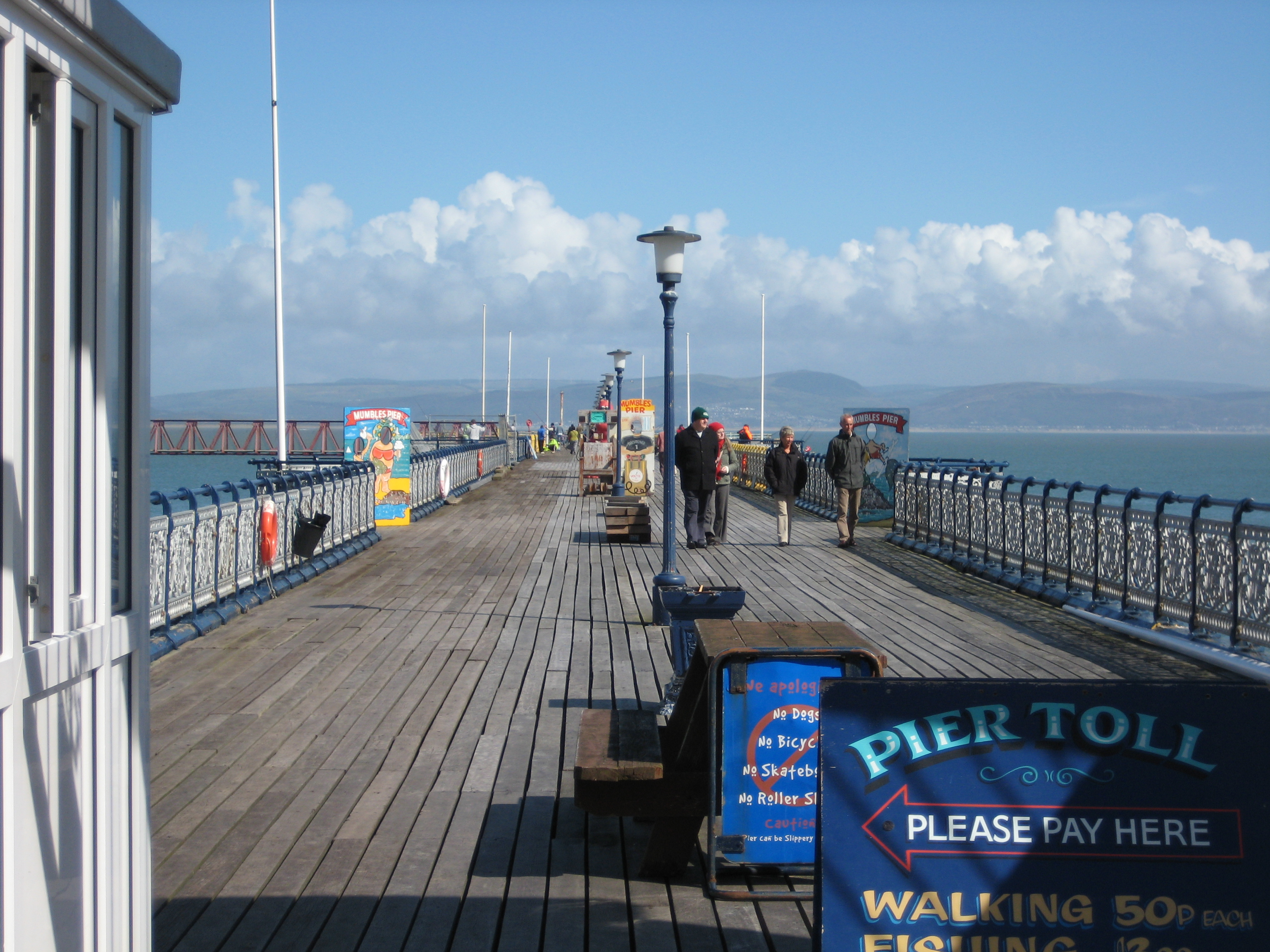
Altra immagine del molo di Mumbles

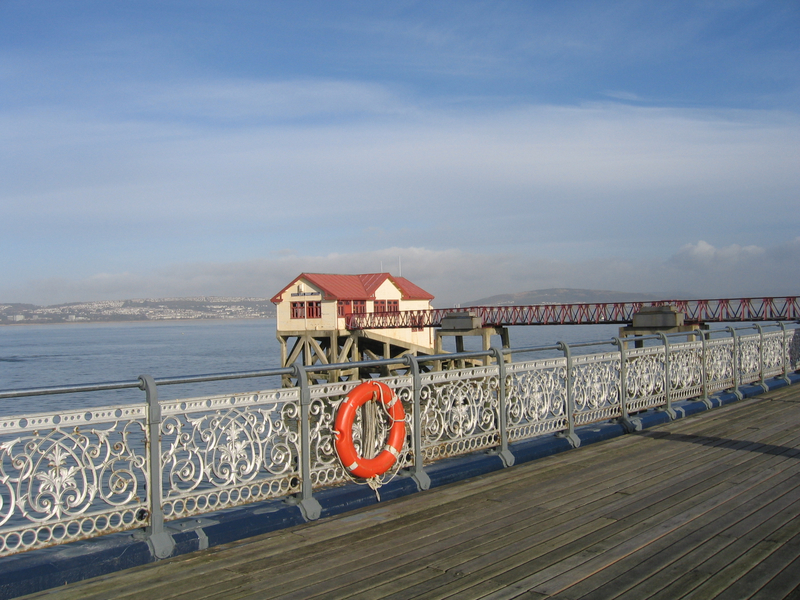
The Mumbles: stazione di salvataggio

Mumbles o The Mumbles (in gallese: Y Mwmbwls) è una popolare località balneare (oltre che community e distretto urbano) del Galles sud-orientale, facente parte della contea di Swansea (contea tradizionale: Glamorgan) e situata nella Penisola di Gower, dove si affaccia sulla baia di Swansea (Canale di Bristol, Oceano Atlantico). La community conta una popolazione di circa 4.300 abitanti, mentre l'intero distretto urbano conta circa 16.000 abitanti.
La località è famosa, tra l'altro, per i suoi numerosi pub, frequentati soprattutto dagli studenti e, un tempo, anche dallo scrittore gallese Dylan Thomas (1914-1953).

## Etimologia
Le origini del toponimo Mumbles sono incerte.
Secondo un'ipotesi, il nome deriverebbe da Les Mamelles (in francese: "Le mammelle"), nome che i marinai francesi diedero agli scogli situati di fronte alla località.
Altre ipotesi lo fanno derivare dal Medio inglese momele che significa "borbottare" (lingua inglese: to mumble), in riferimento al borbottio del mare, oppure ancora dal norreno múli. che significa "promontorio".

## Geografia fisica

### Collocazione
The Mumbles si trova nell'estremità sud-orientale della Penisola di Gower, a circa 7 km a sud della città di Swansea e a circa 17 km ad est del villaggio di Oxwich.

### Suddivisione amministrativa
- Mayals
- Newton
- Oystermouth
- West Cross

## Storia
I primi insediamenti in zona risalgono al 1.000 a.C.
Dal 1807, ovvero da quando fu costruita la Ferrovia di Oystermouth, la località divenne il sobborgo balneare di Swansea.

## Edifici e luoghi d'interesse

### Mumbles Pier
Il Mumbles Pier ("Molo di Mumbles"), in stile vittoriano, risale al 1898 e misura 225 metri di lunghezza.

### Faro di Mumbles
Il Faro di Mumbles è un faro situato nel promontorio di Mumbles e risalente al 1794.
|  |  |

### Castello di Oystermouth
Il Castello di Oystermouth, situato nella frazione di Oystermouth, è un castello normanno risalente al XII secolo.

## The Mumbles nel cinema e nelle fiction
- A The Mumbles sono state girate alcune scene della serie televisiva Mine All Mine del 2004[12]

## Amministrazione

### Gemellaggi
- Hennebont, Francia[13]